# 羊太夫

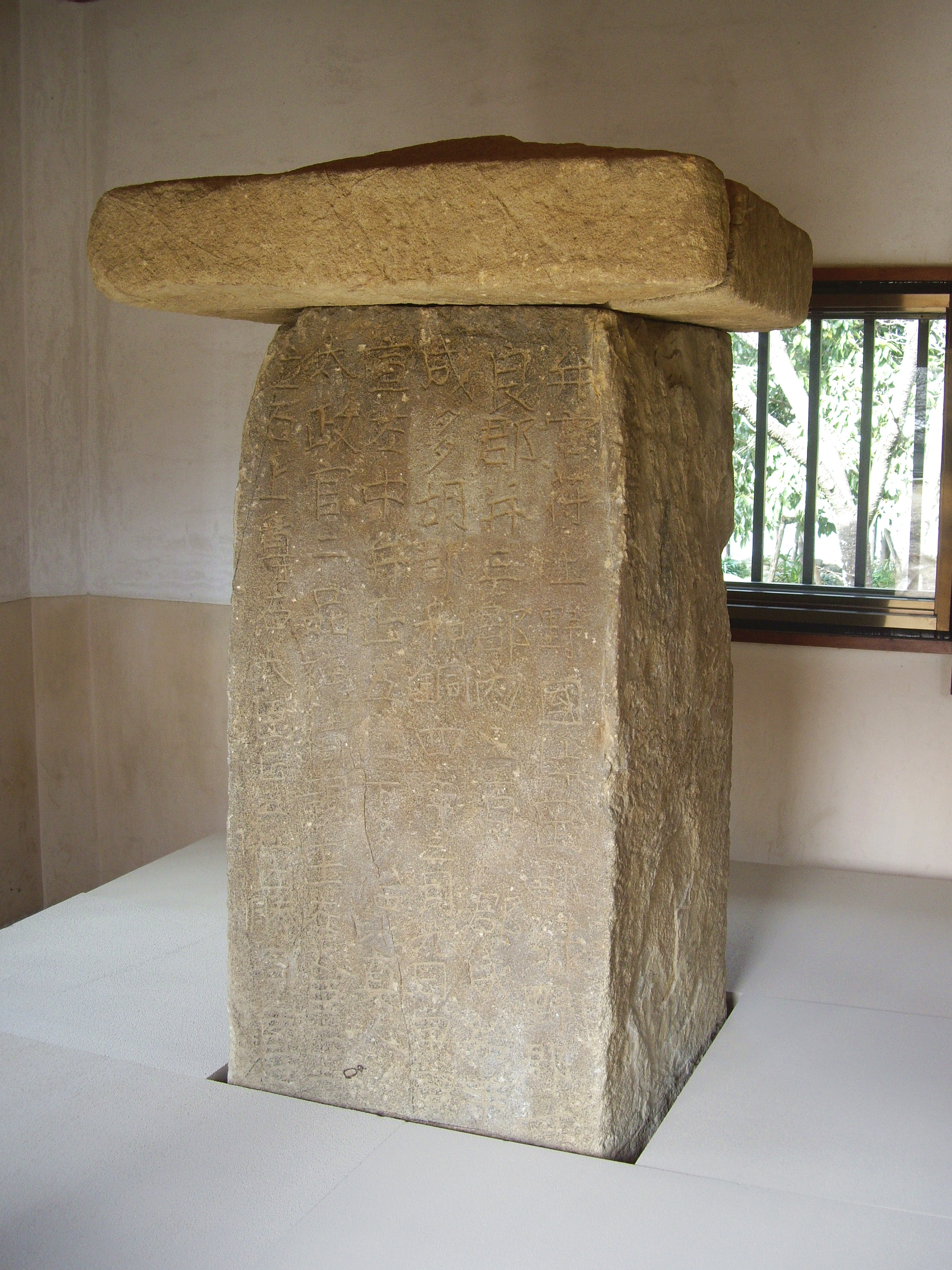
多胡碑

羊太夫（ひつじだゆう）は、上野国（群馬県）の伝説上の人物。上野小幡氏・多胡氏・小暮（木暮）氏・甘田（天田）氏などがその子孫とされ、祖神として崇敬された。羊大夫と表記されることもある。伝承では羊太夫の出自は中臣氏（藤原氏）の血を引くとされることが多いが、姓は多胡・八束・小幡・阿部など伝承によって異なっている。
羊太夫伝説が生まれるきっかけとなったのは8世紀に建立された特別史跡・多胡碑（高崎市吉井町池）の碑文と考えられている。同碑には「和銅4年（711年）に片岡郡、緑野郡、甘楽郡から300戸を切り取り多胡郡を設置した」との内容が含まれているが、「給羊」との文言について「羊」を人名とみて「羊に多胡郡を与えた（郡領とした）」という解釈がされたために羊太夫伝説が生じたとみられる。ただし、「給羊」の解釈には異説も示されている。
羊太夫の伝説は多胡郡・片岡郡・緑野郡・甘楽郡のみならず碓氷郡・群馬郡など広範囲に伝わっており、その内容も多様で多胡碑の建立された奈良時代を舞台とするものだけではない。
現代においても、群馬県を中心に舞踊「多胡碑 羊太夫の燈灯」や和太鼓組曲「羊伝説」が披露されている。

## 『神道集』
多胡碑碑文を含まない場合、羊太夫に関する伝説を記した資料として最古のものは、南北朝時代の『神道集』巻7第41話「上野国勢多郡鎮守赤城大明神事」である。同書では、履中天皇の時代（5世紀）のこととして、群馬郡地頭・伊香保の大夫は、足速で知られた羊という大夫を召して都へ上らせ、申の刻（午後4時ごろ）に群馬郡有馬郷（現・渋川市有馬）を出立して日の入りごろに三条室町に着いたと伝えている。

## 『羊太夫栄枯記』

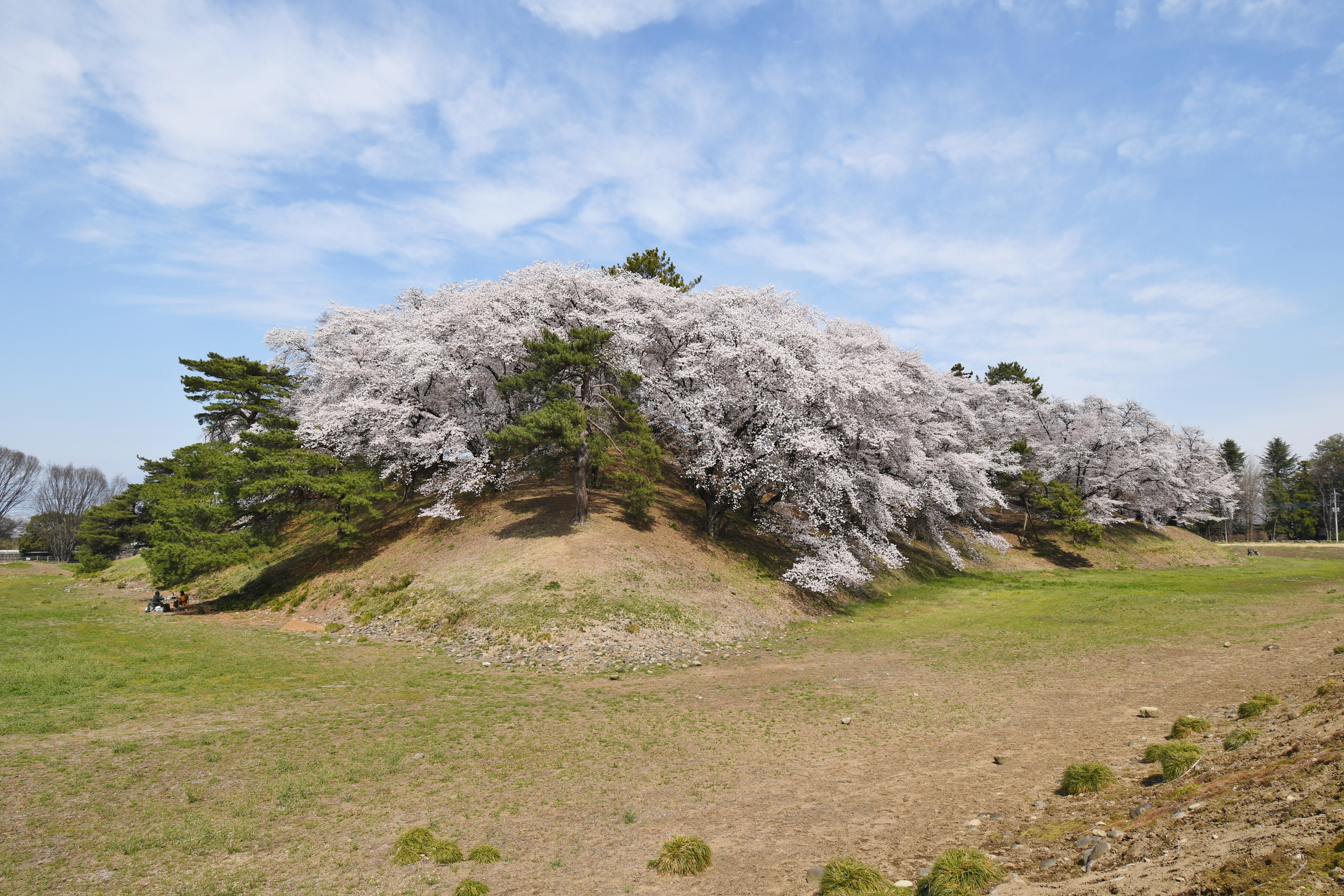
七輿山古墳（藤岡市上落合）

『神道集』以降、羊太夫の現れる文献は近世まで確認できないが、近世資料は20本以上伝わり内容も多岐にわたるため、代表的なものとして『羊太夫栄枯記』の内容を紹介する。同書は高崎市吉井町上奥平の茂原家に伝わった。
上野国多胡郡八束山城主は八束羊太夫宗勝といい、天児屋根命の子孫、大織冠鎌子5世の孫、藤原将監勝定の嫡男であった。勝定は夫婦で大沢不動尊に参拝し、羊の日羊の刻に男子が誕生したことから羊太夫と名付けた。勝定は羊太夫18歳の時に亡くなったが、羊太夫は長じて才智に秀で、身長7尺5寸、上野国で20万戸を領した。郎従には塩野小太郎光清、南蛇井三郎忠綱、黒熊太郎政利、山中六郎清次、鮎川七郎経政、中尾源太夫宗永という6人の良臣がいた。また権田（現・高崎市倉渕町権田）というところの長者から駿馬を贈られ、権田栗毛と名付けて南都の内裏へ日参した。小脛（こはぎ）という従者の足も雷のように速かったが、小脛が寝ている時に太夫がその脇に鴟の羽が生えているのを見つけ、いたずら心からこれを抜いてしまった。目を覚ました小脛は主人のしたことなのでどうしようもなく、「この羽のあるうちは私は君の守護神であったのに、お家の滅亡は遠くないでしょう、随身なくして明日からの参内はどうなさるのでしょうか」と泣いた。
時の帝は元正天皇で、右大弁実世卿は、「羊太夫は以前は毎日参内したのに参内を怠っている。謀叛の企てがあるのではないか」と関白に申し上げ、石上大納言は羊太夫と不和だったため「羊太夫は1日に千里を駆ける馬を持ち、主従ともに常人ではない。放置すれば天下を覆すもので、早く追罰すべきです」と讒言し、誅伐が決まった。安芸国の広島宿禰長利に追討命令が出され、中国16か国、南海道5か国の10万余騎が下向した。羊太夫は善戦したものの八束城に包囲され、一族郎党が討ち死にするに至り、養老5年（721年）12月22日に金色の蝶に変じて雨曳山（朝日岳）の方へ飛んでいったが、さらに鴟となって池村に飛んでいった。また小脛も鴟となって池の方へ飛んでいった。
官軍は羊太夫を討ち漏らしたことから、大沢不動尊に祈願を行った。すると霊夢によって池村の藪の中で自害した羊太夫と小脛が見つかり、屍は円丘に葬られた。
中尾源太宗永は羊太夫の御台と若君のお供をして小串まで逃げ延びたが、追手に追いつかれ、落合村（現・藤岡市）の小院の老僧に若君を託し、自身と御台とほか6名の女性は自害した。老僧は若君を天井裏に隠して生き延びさせ、御台と女房6人のために輿を7つ作って遺骸を入れ小山に葬ったことからこの山を七輿山という。源太も傍に葬られ、老僧は七輿山宗永寺を開基した。

## 多胡氏による祭祀

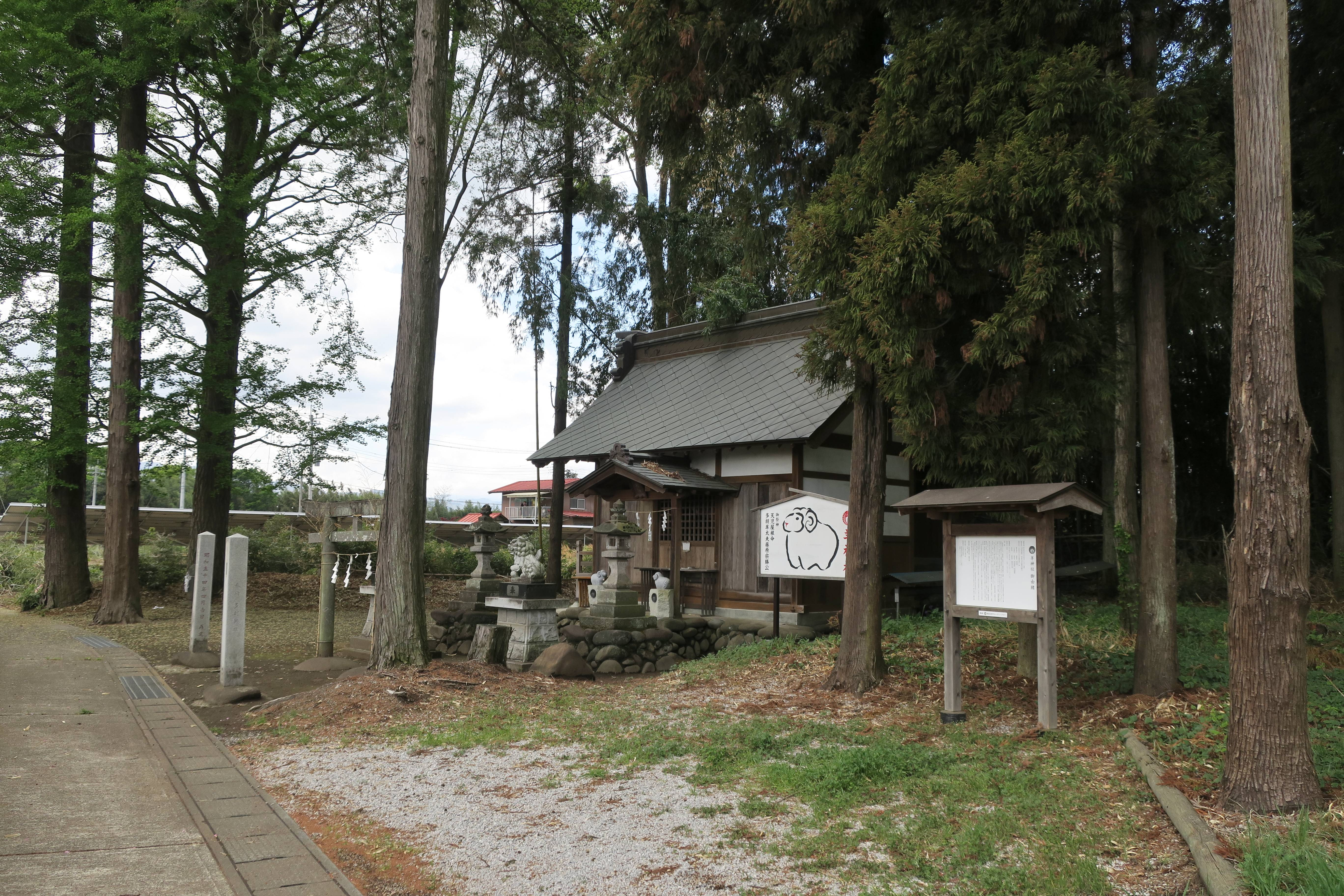
羊神社（安中市中野谷）

羊太夫の子孫を称する多胡氏の一族は高崎市上里見町東間野、同谷ヶ沢、同上神、安中市下秋間日向、安中市中野谷久保などに住んでおり、それぞれの地で羊太夫を祖神として祭祀している。
上里見町東間野と谷ヶ沢の多胡一族は合同で東間野に位置する多胡神社で羊太夫を祭祀している。多胡家に伝わる『多胡羊太夫由来記』に見える伝説は大筋では上掲『羊太夫栄枯記』と同一だが、以下のような相違点がある。
- 多胡羊太夫宗勝は天児屋根命の苗裔欝色雄命の子孫で、母は天降姫命である。
- 和銅7年（714年）に元明天皇より片岡・緑野・甘楽郡より300戸を賜った。
- 羊太夫は名馬を2頭持ち、従者の八束小萩という童子を連れて小幡（現・甘楽郡甘楽町小幡）から毎日参内し、それは斉明天皇の御代から元正天皇の養老元年（717年）まで63年間に及んだ。
- 羊太夫が寝ている童子から鳶の翼を取ると、馬は一歩も歩けなくなってしまった。
- 羊太夫が参内しなくなり3年が経ったので、諸卿は安芸国の安芸藤松と熊出将監に追討命令を下し、安芸周防長門3国の3千余騎が下向し、養老3年（719年）3月15日に小幡に着いて多胡城を攻めた。
- 戦いは2年に及び、大和、河内、津、伊賀、近江、美濃、尾張の7か国から援軍1万9千余騎も送り込まれ、羊太夫は主従3騎のみとなった。
- 3人は金色の蝶に変じ山上へ飛んだが追手も山を登ったため、さらに鳶となって池というところに降り立った。
- 落城の前の月に羊太夫の嫡子・宗顕と孫・宗量が碓氷郡間野に潜み、仮屋を作って待っていたところに3人の変化した鳶もたどり着いた。

上里見町上神の多胡一族も多胡神社の小社で羊太夫を祭祀しており、「多胡宮霊羊宗勝神儀位」と中央に、左右に多胡碑とだいたい同様の碑文を刻んだ碑が建てられている。碑文の差異として、「和銅四年三月九日甲寅」が「和銅七年三月九日甲寅」とされている点がある。
下秋間日向の多胡一族は、本家の墓地に石宮を作って多胡羊太夫を祭祀したが、現在では一族で集まって祭りを行うこともないという。
中野谷久保の多胡一族は同所の羊神社で羊太夫を氏神として祀っている。

## 釈迦尊寺の開基と大般若経
上掲『羊太夫栄枯記』で創建伝承が述べられる藤岡市上落合の宗永寺に伝わる『七輿山宗永禅寺略記』も羊太夫伝説を伝えているが、姓を阿部とする点が特異であり、羊太夫による釈迦尊寺（前橋市元総社町）の開基にも言及する。
羊太夫は諱を小水麻呂、姓を阿部といい、物部守屋に与して上野国蒼海に流罪となった中臣羽鳥の孫で、天武天皇の時に大赦を受けた。羽鳥の妻は玉照、子は菊野連といい、玉照が聖徳太子の乳母だったことから太子から授かった1寸8分の釈迦仏尊像を本尊として羊太夫が建立したのが釈迦尊寺である。八束小脛という家臣には小通力があり、羊太夫の馬を御して南都に毎日参内した。また名産の落合芹を献上し、時の元明天皇により和銅4年（711年）に片岡緑野甘楽郡から300戸を多胡郡として与えられ、従六位下上野国権大目の官位に上った。羊太夫は吉井領天引山中朝日嶽に居城を構え、家臣の小脛は八束に、長尾宗永は落合に居を置いた。小脛に障りがあり通力を失うと、羊太夫は毎日の参内ができなくなり、帝は叛意を疑い征討軍を差し向け、羊太夫は武州秩父の山中に逃れた。養老5年（721年）8月朔に羊太夫の妻妾は輿に乗って宗永のところに逃れたものの宗永は討ち死にし7人の女性は輿の中で自害し、村民が7つの輿を同じ穴に葬り墓の上に松を植えたところ、1つの根から7本の枝が伸びたのでこれを七輿松という。元和元年（1615年）に石室和尚が庵を起こし、七輿山宗永寺と号した。秩父に逃れた羊太夫は夫人や家臣が亡くなったことから大願を発して大般若経600巻を書写し、それは比企郡慈光寺（現・埼玉県比企郡ときがわ町）に伝わるとしている。
なお、慈光寺には重要文化財・紙本墨書大般若経が伝来し、奥書に「上野国前権大目従六位下安倍朝臣小水麻呂」の名があるものの、年紀は平安時代の貞観13年（871年）である。
『総社記』にも同様の伝説が記される。同書によれば、中臣羽鳥連とその妻子・玉照姫と菊野連は物部守屋討伐に連座して上毛野国蒼海に流罪となったが、天武天皇15年（686年）に大赦があったため祖父母に代わり孫の羊太夫が上洛したという。玉照姫は聖徳太子の乳母であったことから、太子から授かった1寸8分の釈迦牟尼仏を本尊として、羊太夫が定恵を招聘し開基したのが釈迦尊寺であるという。羊太夫は南京へ1日で往復し、蒼海名産の落合芹を献上したという。羊太夫は池に移ってから小幡氏を名乗り、さらに武蔵国秩父へ移り、大般若経600巻を書写したという。同様の話は『上野伝説』にも見える。
釈迦尊寺には羊太夫のものとされる墓もある。

## 上野小幡氏
上述のように羊太夫伝説には小幡を本拠地としたとか、小幡を名乗ったとするものが含まれている。しかし甘楽町小幡の『崇福寺縁起』では逆に、羊太夫を討伐した安芸国の藤松朝臣貞行が羊太夫の故地を与えられて小幡を名乗り、小幡氏の祖となったとされている。小幡氏家臣・斉藤長右衛門重孝が宝暦4年（1754年）に記したという「古来之聞書」にも小幡太郎勝定の子の天引城主・小幡羊太夫宗勝を倒した安芸国の安芸守の子孫が代々小幡上総助を名乗ったとある。小幡羊太夫（未之太夫）宗勝を倒した安芸国の安芸守長利が小幡の谷に屋敷を構えたという逸話は、富岡市藤木の白石家に伝わる享保14年（1729年）の年紀がある『天羊記』や、富岡市上高尾の高橋家に伝わる『小幡羊之太夫宗勝由来記』にも見える。両書は羊太夫に羽を抜かれた従者の名を「小仏」とする点や、池村の羊太夫墓の神霊は左眼がやぶにらみの白蛇であるとする点に特徴がある。
もっとも、小幡氏の先祖は伊勢国出身の小幡実高であるといった羊太夫と関連づけない伝承もある。

## その他の後裔氏族
羊太夫の後裔氏族としては、ほかに小暮（木暮）氏や甘田（天田）氏がいるとされる。
甘田（天田）氏は旧群馬郡大類村、金古町（いずれも現在は高崎市）などに住む一族で、その伝承では小幡羊太夫宗勝の父は小幡太郎勝定で、勝定の父は多胡碑碑文にも見える穂積親王であるという。小幡太郎勝定が上野に下ったことから小幡氏を称し、勅勘を蒙った羊太夫に代わって跡を継いだ弟の小幡兵部少輔勝重の子孫が丹波国天田郡を領したことから天田氏を名乗ったと伝わる。
富岡市高瀬の小間家にも先祖が羊太夫であるとの伝承がある。

## 帰化人説
上述のように伝承では羊太夫の出自は中臣氏や藤原氏とされることが多い。他方で、羊太夫と多胡碑の「羊」を同一の実在の人物とみる立場からは、羊太夫は帰化人であるとみなされることがある。
そもそも、多胡郡や韓級郷といった地名や、出土遺物といった見地から多胡郡地域には渡来系の人々が集住していたことが推察されており、多胡碑の「羊」を人名とみる場合には、羊が渡来系氏族のリーダーだったと説明されることがある。そこで、伝説上の人物である「羊太夫」が8世紀に実在した多胡碑の「羊」と同一人物であるとされたことで、羊太夫は渡来系の人物であり、その先進技術に関する知識技能をもって栄達したと説明がなされることとなる。
豊国覚堂は、多胡碑碑文に見える多治比真人（三宅麻呂）は大宝3年（703年）に東山道巡察使、和銅元年（708年）に催鋳銭司の長官となっていることから、慶雲5年（708年）の武蔵国秩父郡からの和銅献上に関与しているとみなし、羊太夫も冶金技術の知識を用いてこれに貢献したことが功績として認められたとしている。他方中島悦次は伝説に見える羊太夫と多胡碑の羊は本来は別個のものであると指摘している。
このように、渡来人としての羊太夫像は決して古くから存在するものではない。しかし、羊太夫が渡来系の人物で、冶金にすぐれていたとか、養蚕や機織りを伝えたといった話は、既に「群馬の伝説」として収集されるに至っており（『群馬県史』民俗編など）、フェイクロアを形成している。

## 八束小脛
八束小脛、小脛、八束小萩、小仏などの名で近世の伝承に現れる羊太夫の従者は、羊太夫の活躍に貢献し、また滅亡の原因ともなっている。上掲『羊太夫栄枯記』のように羊太夫とともに命を落としたとする伝承もあるが、『沼田根元聞書』のように北毛に逃れて神となったという伝承も存在する。その内容は以下のようなものである。
当国小幡山の八ツ脛城を居城とした皇胤、羊の太夫には尾瀬八つかという従者がいた。尾瀬八つかは背丈1丈余りあり、脛が8つかみあるため八つかと呼ばれた。羊太夫は雲馬・羽馬という2頭の名馬を持ち、徒歩の八つかをお供として1日で都まで往復したが、戯れで眠っている八つかの脇から羽を抜いたため、八つかは後をついて行けなくなった。その後羊太夫は1人で参内したが、帰路浅間山の麓で賊に襲われ雲馬とともに討ち死にし、現在軽井沢宿と沓掛宿の間となっているこの地を雲羽の地という。八脛城にも賊徒が押し寄せ、八つかは奮戦したものの城兵が皆討ち死にしたため羽馬に乗って奥州方面へ逃げ延びた。体が大きく目立つため人里を避けて山中の洞窟に住み、蔓をつたって出入りしていたが、何者かが蔓を切ってしまったため八つかは洞窟の中で餓死してしまった。その後人が住むようになった後閑村（現・利根郡みなかみ町後閑）に祟りがあり、陰陽師が占うと、洞窟の中に白骨があり、これを出して神に祀るべしとされた。果たして洞窟の中には脛の長さが8つかみある骨があり、これを取り出して祀ったのが八束脛大明神である。また八つかが乗ってきた羽馬が死んだところが羽場（現・みなかみ町羽場）であるという。
なお八束脛神社が祀られたのは寛文7年（1667年）、沼田藩主真田信澄の時代とされており、同所の洞窟からは実際に弥生時代の人骨が多数出土し八束脛（やつはぎ）洞窟遺跡として調査が行われ、みなかみ町の史跡に指定されている。
他方八束脛を羊太夫とは無関係の伝承に位置付けるものもあり、『湯檜曽村根元記』の内容は以下のようなものである。
正長・永享年間（1428年 - 1441年）に尾瀬に安倍氏の末裔・尾瀬（小瀬）判官貞道という武士がおり、脛の長さが八束ある八束脛という舎人を連れて内裏へ通っていた。あるとき昼寝している八束脛の脇から鳶の羽が生えているのを見つけた貞道がこれを抜いてしまったため、八束脛も馬も速く進めなくなり、内裏の大番が欠けたことで貞道は勅勘を蒙った。永享12年（1440年）に鎌倉の将軍詮教公（？）を大将として官軍が尾瀬を攻め、6月には落城して貞道と長男兵太郎、次男兵次郎は落ち延びた。彼らと八束脛らの家臣は後閑村の洞窟で自害し、村人が社を建立して八束脛明神、三社権現として崇めた。『加沢記』にも安倍貞任の子・惟任が尾瀬谷に籠居して民を苦しめたので源義家が八幡宮に祈り調伏し、洞窟の中で餓死した惟任を祀ったのが八束脛明神であるという記述がある。
このような事情から、八束脛と羊太夫の伝説は本来別個のものであったとする指摘もされている。
八束脛の呼称は古代の文献にも散見され、『越後国風土記』逸文に崇神天皇の時代に八掬脛という者がいたという記述があり（『釈日本紀』巻十）、『常陸国風土記』茨城郡でも国巣の別名として「つちぐも」「やつかはぎ」が挙げられている。
折口信夫は「小栗判官論の計画」中で八束小脛の名と翼を奪われた伝承を、小栗判官における照手姫の「常陸小萩」への改名と結びつけ、「ハギ」の呼称と奴隷のかかとの腱などに細工をして逃走を防いだこととの関連を指摘している。